# レネックサ (カンザス州)
レネックサ（Lenexa）は、アメリカ合衆国カンザス州のジョンソン郡にある都市。
人口は5万7434人（2020年）。カンザスシティの郊外に位置し、カンザスシティ都市圏に含まれる。東はオーバーランドパーク、南はオレイサ、北はショーニーに接する。